# 과잉포장

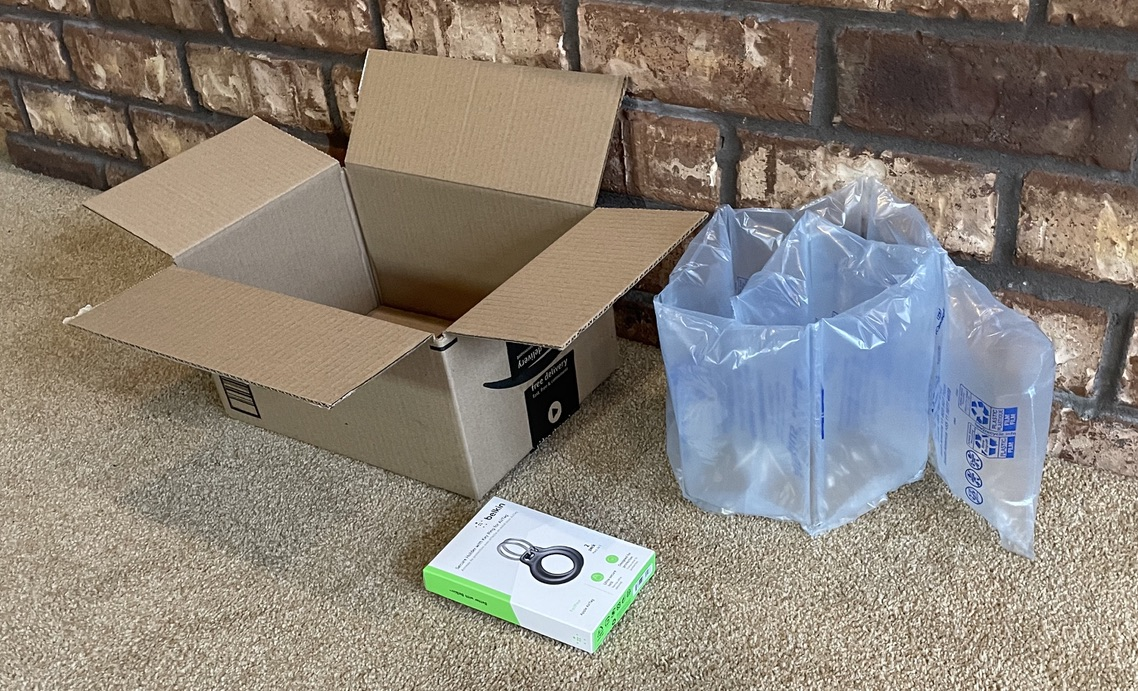
훨씬 더 큰 상자 안에 작은 물건이 배송되어 온 모습

과잉포장은 포장을 과도하게 하는 행위이다. Institute of Packaging Professionals에 따르면 과잉 포장을 "
적절한 적재, 보호, 수송, 판매를 위해 필요한 이상으로 물건을 포장하기 위해 사용되는 방식과 자재"로 정의한다.

## 음식 겉포장
신선한 농산물은 판매를 위해 보통 패키지 없이 전시되며 장을 보는 사람들이 물건을 만져보고 무엇을 살지 구매할 수 있게 한다. 일부 음식은 수축된 필름으로 과잉 포항되거나 개별 비닐에 담기거나 일부 고객들에게 더 잘 어필하기 위해 추가 보호된다. 이 추가 포장은 과잉이면서 불필요하게 간주되기도 한다.

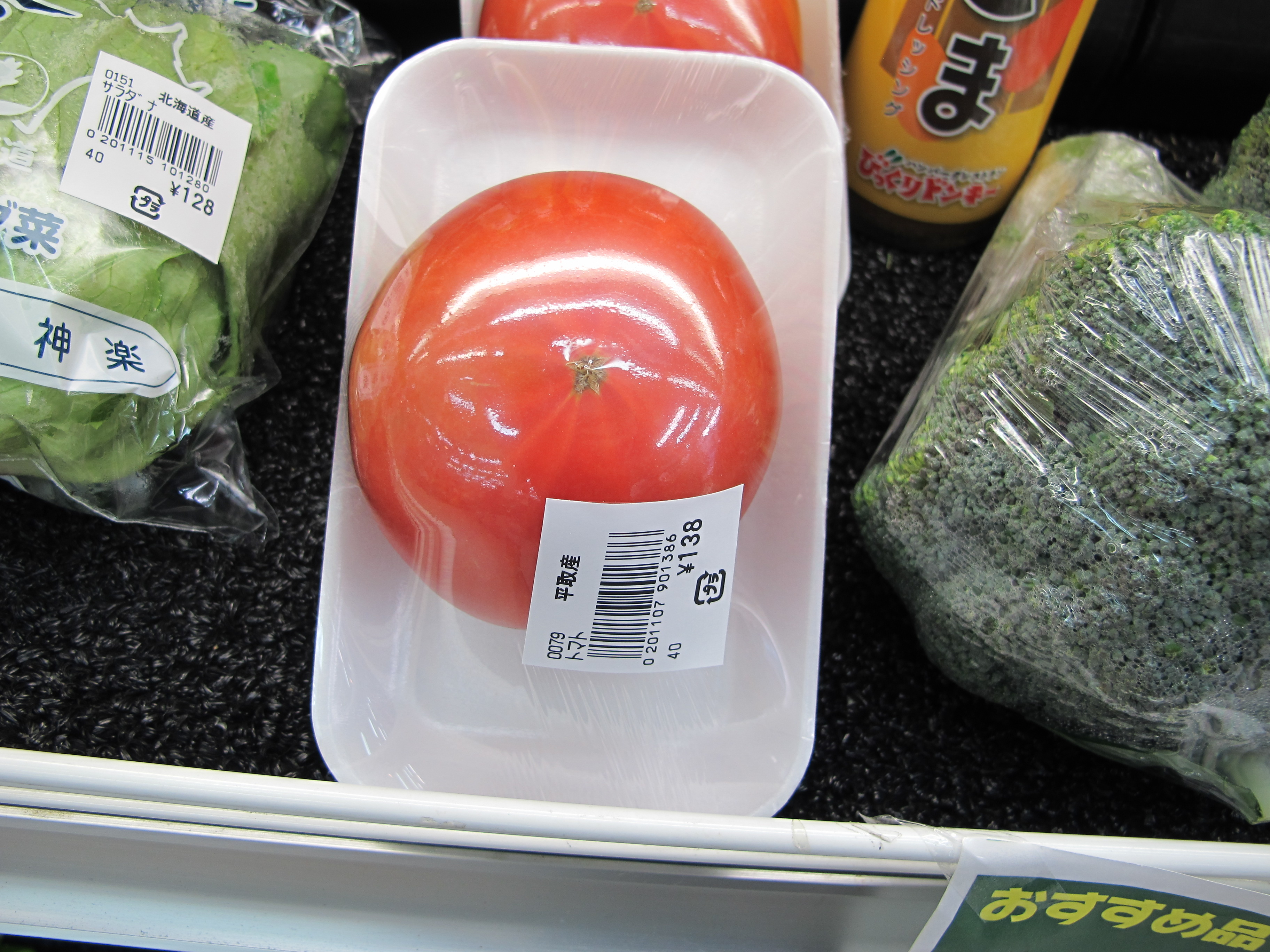
수축 필름으로 감싸인 플라스틱 트레이의 토마토
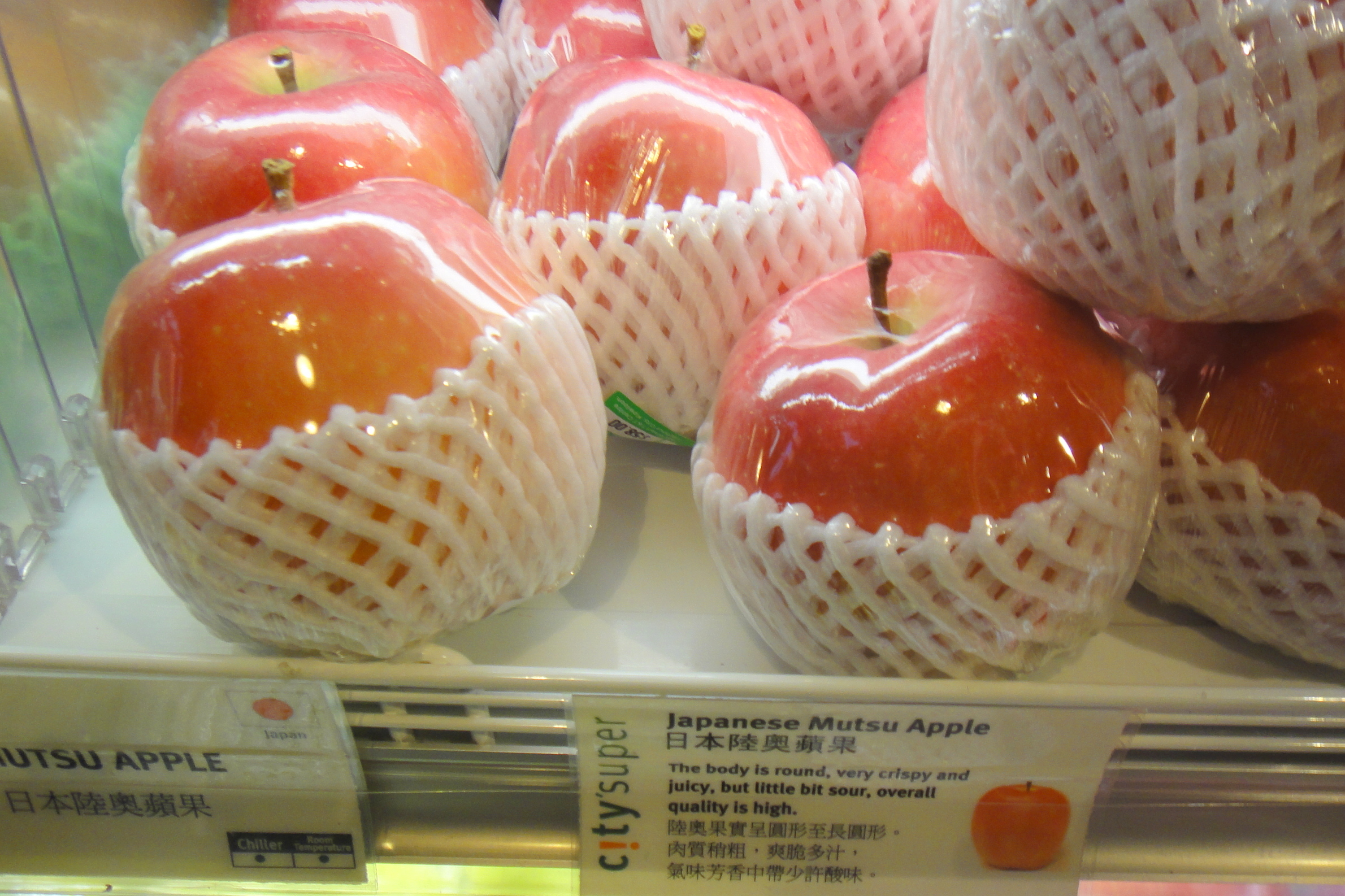
수축 필름으로 감싸인 쿠션 위의 사과
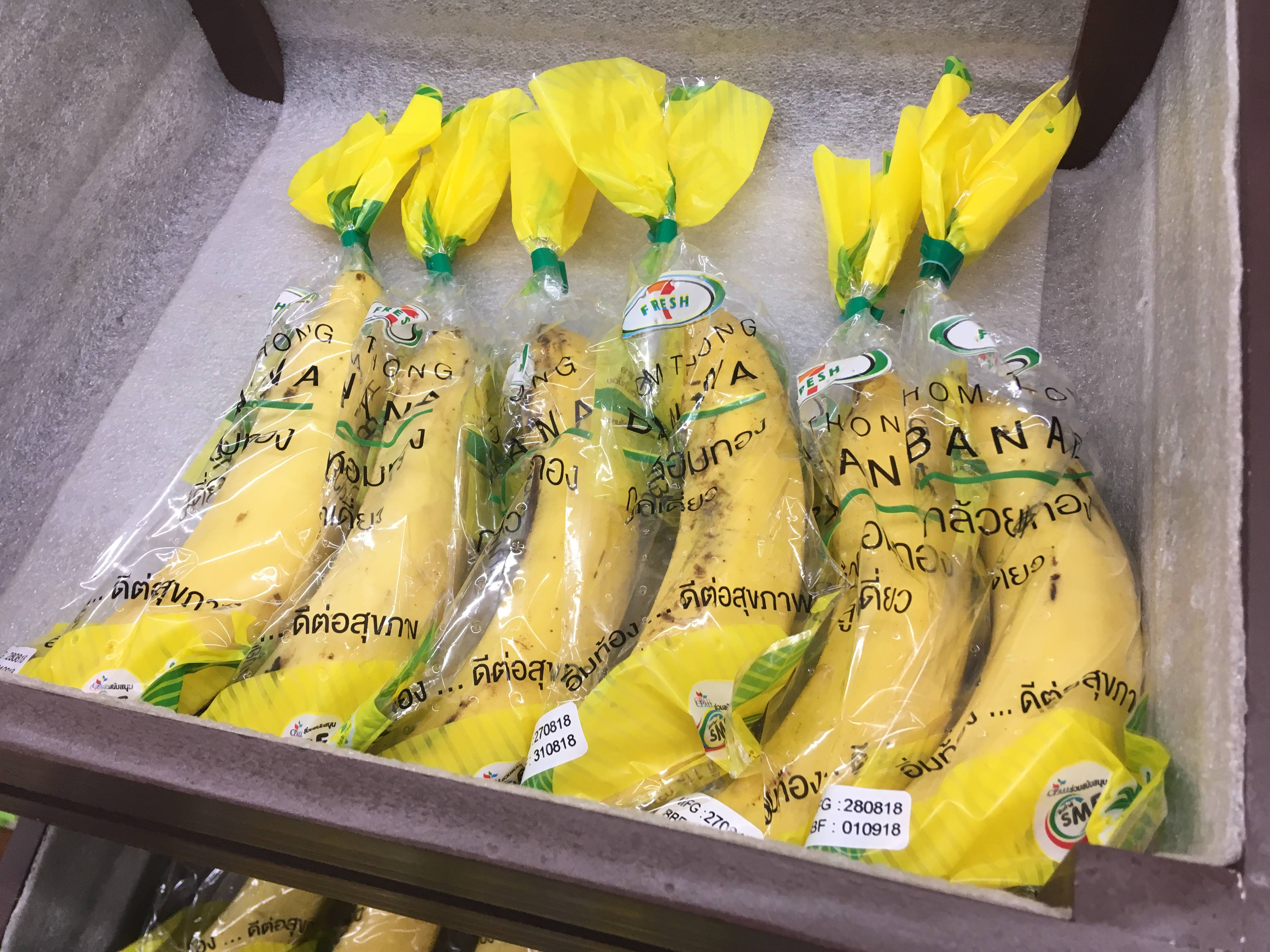
비닐봉지에 담긴 바나나
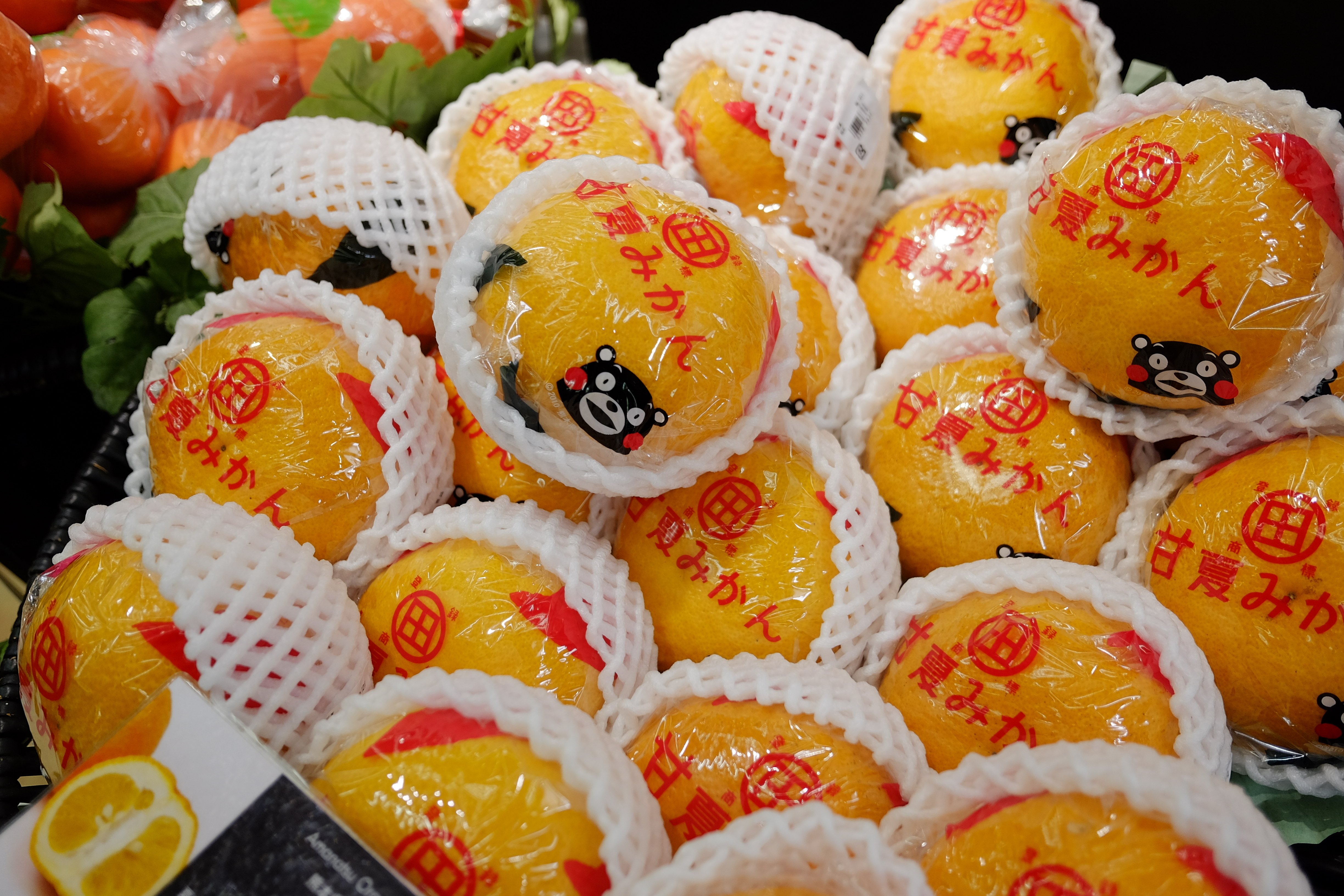
과잉 포장된 레몬
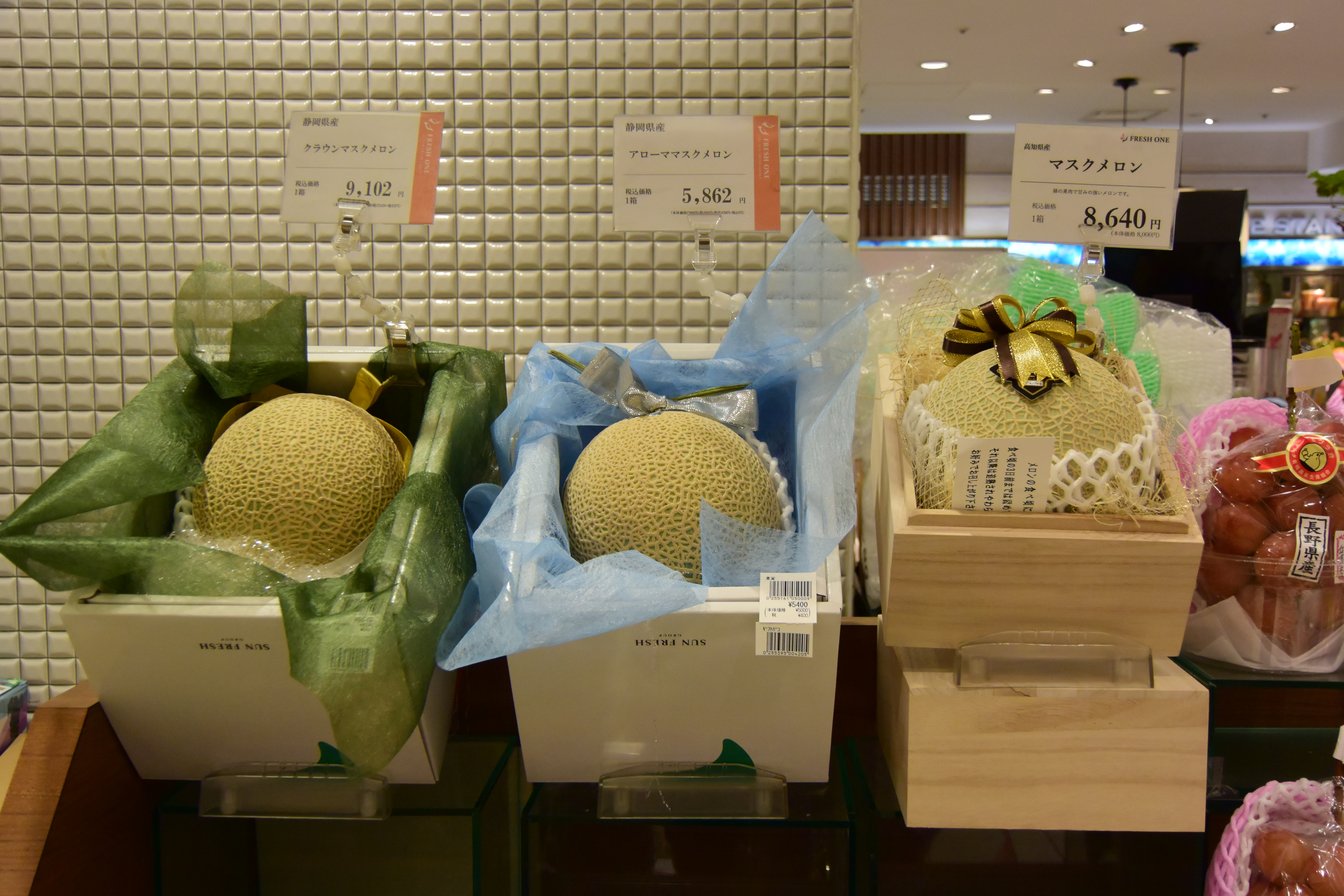
개별 나무 상자에 포장된 멜론